# Team Fortress 2
Team Fortress 2 é um jogo eletrônico free-to-play multijogador de tiro em primeira pessoa desenvolvido pela Valve, baseado em equipes e com foco em combates. Uma sequência para o Team Fortress Classic foi inicialmente lançado como parte da Orange Box em 10 de outubro de 2007 para Windows e então para o Xbox 360. Uma versão para Playstation 3 foi lançada em 22 de novembro de 2007. O jogo foi posteriormente lançado como um pacote único para Windows em 9 de Abril de 2008. Team Fortress 2 é distribuído online através do sistema Steam, enquanto que a distribuição de varejo ficou sob controle da Electronic Arts. O desenvolvimento do jogo é dirigido por John Cook e Robin Walker, desenhistas que originalmente criaram o mod Team Fortress para Quake em 1996.
O jogo foi anunciado em 1998, apoiado pela engine GoldSrc, mas desde então passou por diversos conceitos e designs. Em 1999, o jogo pareceu se desviar de seus predecessores ao perseguir um estilo de gameplay mais realístico e militar, mas o design se transformou muito durante o período de mais de 9 anos de desenvolvimento. A aparência final é de um estilo visual cartoon influenciado pela arte de J. C. Leyendecker, Dean Cornwell e Norman Rockwell e é apoiado pela Source Engine. O jogo em si gira em torno de dois times, cada um com acesso a nove personagens distintos, combatendo em uma variedade de modos de jogo em ambientes variados.
A falta de informação ou progresso aparente após seis anos do desenvolvimento original do jogo fez com que fosse etiquetado como um vaporware, e era regularmente apresentado na lista anual de vaporwares do website Wired News. Após seu lançamento, o jogo recebeu grande aclamação crítica e diversos prêmios, sendo elogiado por seu estilo gráfico, gameplay balanceado e por seu uso de personagens com personalidades completas e dedicadas, mesmo sendo um jogo dedicado ao multiplayer.

## Jogabilidade

Um grupo de jogadores do time Red ataca a base do time Blu no mapa de captura de pontos "Well". O jogador, um Medic do time Red, cura um Soldier enquanto ele e um Scout atacam um Pyro do time Blu

Como seus predecessores, Team Fortress 2 gira ao redor de dois times adversários competindo por um objetivo. Esses times, Reliable Excavation & Demolition (RED) e Builders League United (BLU), tendem a representar duas corporações que secretamente dividem o controle de todos os governos no planeta. Os jogadores podem escolher uma dentre nove classes para jogar nesses times, cada classe com suas qualidades e defeitos únicos. Apesar das habilidades terem mudado para uma boa parte das classes desde antigas encarnações do Team Fortress, os elementos básicos de cada classe foram mantidos. O jogo foi lançado com seis mapas oficiais, porém outros 24 mapas; 9 arenas; e 2 mapas de treinos foram incluídos em atualizações. Além disso, um grande número de mapas montados pela comunidade foram lançados. Quando jogadores entram num mapa pela primeira vez, um vídeo introdutório mostra como completar seus objetivos. Durante as partidas, a voz de uma mulher eternamente insatisfeita, dublada por Ellen McLain, anuncia vários eventos usando alto-falantes. O limite de jogadores é 16 no Xbox 360 e Playstation 3. No PC, servidores oficiais podem suportar 24 jogadores, mas em 2008, a Valve atualizou o jogo para incluir uma variável nos servidores, permitindo até 32 jogadores por partida. Alguns mods não-oficiais permitem o número chegar a 40 jogadores em um servidor.
Team Fortress 2 é o primeiro jogo multijogador da Valve a fornecer estatísticas detalhadas para jogadores individuais. Elas incluem o tempo gasto jogando em cada classe, maior número de pontos obtidos e o maior número de capturas ou objetivos alcançados em uma única vida. Estatísticas persistentes dizem ao jogador como ele está melhorando em relação a essas estatísticas, como por exemplo se um jogador chegar perto de bater seu próprio recorde de dano infligido num round. Team Fortress 2 também apresenta diversos "achievements", ou realizações, para diferentes tipos de tarefa, como atingir um certo número de pontos ou completar um round dentro de um certo período de tempo. Novos grupos de realizações específicas para as classes foram adicionadas em updates, adicionando para cada classe novas habilidades e armas que são destravadas pelo jogador. Esse sistema de destravamento de itens foi expandido para um sistema de chance aleatória, onde o jogador também poderia obter itens simplesmente por estar jogando. As realizações destravadas e as estatísticas de partidas previamente jogadas estão disponíveis na página do jogador (na comunidade Steam) ou no perfil do jogador (na Xbox Live).

### Modos de Jogo

#### Modos de jogo principais[16]
Team Fortress 2 contém cinco modos de jogo principais:
- Ataque/Defesa (A/D) é um modo de jogo cronometrado no qual o objetivo do time BLU é capturar pontos de controle RED. O número de pontos de controle varia entre os mapas, e os pontos devem ser capturados pela equipe BLU na respectiva ordem. Para capturar um ponto de controle, o jogador deve permanecer nele por um determinado período de tempo. Este processo pode ser acelerado por mais jogadores em uma equipe capturando um único ponto. Uma vez que um ponto de controle é capturado pela equipe BLU, ele não pode ser recapturado pela equipe RED. O trabalho da equipe RED é evitar que a equipe BLU capture todos os pontos de controle antes que o limite de tempo termine. Assim que um ponto for capturado, o limite de tempo será estendido.
- Capture the Flag (CtF) é um modo que gira em torno das equipes BLU e RED tentando roubar e capturar a bandeira da equipe adversária, representada no jogo como uma maleta de inteligência. Ao mesmo tempo, ambas as equipes devem defender sua própria inteligência. Quando a inteligência é largada pelo portador – seja morrendo ou largando-a manualmente, ela ficará no chão por 1 minuto antes de retornar ao seu local original caso não seja apanhada novamente. A inteligência de uma equipe só pode ser carregada pela equipe adversária. A primeira equipe a capturar a inteligência do inimigo três vezes vence.
- Pontos de Controle (CP) é um modo de jogo cronometrado onde existem vários pontos de controle colocados ao redor do mapa, com 3 ou 5 pontos de controle no total, dependendo do mapa. Estes são referidos como "3CP" e "5CP", respectivamente. O jogo começará com apenas o ponto de controle do meio disponível para captura, com os outros pontos de controle divididos igualmente entre as duas equipes. Uma vez que este ponto de controle do meio é capturado, uma equipe pode começar a capturar os pontos da equipe inimiga na respectiva ordem. O limite de tempo é estendido na captura de um ponto de controle por qualquer equipe. Para uma equipe vencer, ela deve capturar todos os pontos de controle dentro do limite de tempo.
- King of the Hill (KOTH) é um modo de jogo cronometrado que contém um único ponto de controle no meio do mapa que pode ser capturado pelas equipes RED e BLU. Ao capturar o ponto de controle, um cronômetro específico da equipe começa a contagem regressiva, mas para quando o ponto é capturado pela equipe adversária. A primeira equipe a fazer a contagem regressiva do cronômetro chegar a 0 vence.[17]
- Payload (PL) é um modo de jogo cronometrado onde o time BLU deve empurrar um carrinho explosivo ao longo de uma trilha, enquanto o time RED deve impedir que o carrinho chegue à sua base. Para empurrar o carrinho, pelo menos um jogador BLU deve ficar dentro do alcance do carrinho, o que fornecerá saúde e munição a cada poucos segundos. A velocidade do carrinho aumentará conforme mais jogadores BLU tentarem empurrá-lo. Os mapas de carga útil têm vários "pontos de verificação" ao longo da pista. Depois que esses pontos de verificação forem capturados, eles podem ajustar os locais de desova de ambas as equipes. Capturar um ponto de verificação também aumentará o limite de tempo. Se o carrinho não for empurrado pela equipe BLU por 20 segundos, ele começará a se mover de volta para o último checkpoint capturado, onde irá parar. A equipe RED pode impedir que o carrinho seja empurrado ficando dentro do alcance dele. A equipe RED vence evitando que o carrinho chegue ao checkpoint final antes que o tempo acabe.[18]

#### Modos de jogo alternativos
Existem vários modos de jogo alternativos no Team Fortress 2. Esses modos consistem em um pequeno número de mapas e se separam dos modos de jogo principais de alguma forma.
- Arena é um modo de jogo especial no qual os jogadores não reaparecem após a morte. Uma equipe pode vencer eliminando todos os jogadores adversários ou reivindicando um único ponto de captura que se abre após um certo tempo. Este modo está atualmente indisponível através de matchmaking, mas ainda pode ser acessado através dos servidores da comunidade.[19]
- Mannpower é um modo no qual os jogadores têm acesso a um gancho e vários power-ups espalhados pelo mapa que concedem habilidades únicas. Embora não esteja vinculado a nenhum modo específico, todos os mapas oficiais atuais do Mannpower usam uma variação de Capture the Flag. Na variação de Capture the Flag da Mannpower, ambas as equipes têm uma bandeira de inteligência, e a primeira equipe a capturar a inteligência do inimigo dez vezes vence. O modo é fortemente inspirado no mod Quake, Threewave CTF, um mod criado pelo ex-funcionário da Valve David Kirsch.[20]
- Medieval Mode é um modo no qual os jogadores estão restritos ao uso de armas corpo a corpo e de apoio, com algumas exceções para armas de projéteis com tema medieval. Embora não esteja vinculado a nenhum modo específico, o único mapa oficial do Modo Medieval usa uma variação de 3CP de Ataque/Defesa. Se o Modo Medieval estiver ativado em um mapa, as frases selecionadas faladas pelos jogadores no chat de texto do jogo serão substituídas por variantes mais temáticas.[21]
- PASS Time é um modo de jogo cronometrado exclusivo inspirado no rugby, desenvolvido pela Valve, Bad Robot Interactive e Escalation Studios.[29] Três objetivos exclusivos (o Run-In, o Arremesso e os Gols de Bônus) são colocados no lado de cada equipe do mapa. Uma única bola chamada JACK aparecerá no centro do mapa, e os jogadores devem pegá-la e carregá-la para o lado do time adversário. Os jogadores podem marcar um gol carregando o JACK para um gol de entrada ou jogando o JACK através do gol de lançamento. Três gols podem ser marcados jogando o JACK através do Bonus Goal, que é muito mais difícil de marcar. Para vencer, um time deve marcar cinco gols ou ter o maior número de gols quando o tempo acabar.[22]
- Payload Race, como o Payload, tem como objetivo principal empurrar um carrinho até um checkpoint final. Ao contrário do Payload, as equipes RED e BLU estão lutando para empurrar seu carrinho até o checkpoint final. Existe apenas um ponto de verificação para cada pista e não há limite de tempo. A equipe que chegar primeiro ao checkpoint vence.[23]
- Player Destruction é um modo de jogo feito pela comunidade no qual a morte de um jogador faz com que uma pickup apareça. A primeira equipe a coletar um determinado número de coletas e entregá-las a um ponto de entrega vence o jogo. Os jogadores de cada equipe com mais coletas são destacados para todos verem e ganham um efeito de cura passiva para si e para qualquer companheiro de equipe próximo.
- Special Delivery é um modo semelhante ao Capture the Flag, mas há apenas uma maleta neutra que pode ser pega pelas equipes RED e BLU. Após uma equipe pegar a maleta, a equipe adversária não poderá pegá-la até que ela caia por 45 segundos e reapareça como uma maleta neutra. Uma equipe vence carregando a maleta para uma plataforma de carregamento, que irá subindo gradualmente até que a plataforma atinja seu pico.[24]
- Territorial Control consiste em vários pontos de controle espalhados por um único mapa. Assim como os Pontos de Controle, cada ponto pode ser capturado pelas equipes RED ou BLU. Ao contrário dos Pontos de Controle, apenas dois pontos são acessíveis ao mesmo tempo. Após a captura bem-sucedida de um ponto por uma equipe, o "estágio" termina e os pontos de captura acessíveis mudam. Quando uma equipe tem apenas o controle de um único ponto de controle, eles são impedidos de capturar o ponto de controle da equipe adversária e a equipe deve esperar até que o limite de tempo acabe e os pontos de captura acessíveis mudem. Uma equipe vence capturando todos os pontos de controle.
- V.S Saxton Hale é um modo de jogo criado pela comunidade adicionado na atualização de verão de 2023 com a atualização de 12 de julho de 2023. Apresenta Saxton Hale enfrentando os mercenários do time RED em uma arena de grande escala. Um jogador é escolhido aleatoriamente para jogar como Saxton Hale, e o restante é designado para o time RED com um objetivo: matar Saxton Hale em nome de seu novo chefe Gray Mann. Hale tem um grande arsenal de habilidades que pode usar contra os mercenários. Os mercenários também têm algumas habilidades que podem usar contra Saxton Hale. Hale tem 4 minutos para matar os mercenários, se o tempo acabar, RED vence por padrão. Perto do topo da tela, a saúde de Saxton Hale é visível.[25]

#### Outros modos de jogo
Esses modos não são categorizados com os outros modos e, em vez disso, têm suas próprias seções separadas no jogo.
- Modo Halloween é um modo especial ativado durante a temporada de Halloween e permite aos jogadores acessar mais de 20 mapas, cosméticos exclusivos do Halloween e desafios. Por exemplo, o Halloween 2012 incluiu um difícil Mann vs. Missão da máquina envolvendo a destruição de mais de 800 forças inimigas. Devido à demanda popular dos eventos de Halloween, a Valve posteriormente adicionou o evento Full Moon, um evento que ocorre em cada fase da lua cheia ao longo do ano, que permite aos jogadores equipar cosméticos exclusivos do Halloween. Em 2013, a Valve introduziu um item chamado Eternaween e, após o uso, permite que os jogadores de um servidor específico usem cosméticos exclusivos do Halloween por 2 horas.[26][27]
- Mann vs Machine, também conhecido como MvM, é um modo de jogo cooperativo onde os jogadores devem defender sua base de ondas de robôs modelados com base em todas as nove classes jogáveis e tanques lentos carregando bombas. Robôs e tanques deixam cair uma moeda conhecida como Créditos após a morte, que os jogadores podem usar para comprar atualizações para si ou para suas armas. Os jogadores vencem ao defender com sucesso sua base da bomba até a última onda. Uma versão paga deste modo de jogo chamada "Mann Up" também está disponível, onde os jogadores compram ingressos para jogar "Tours of Duty", uma coleção de missões com a chance de ganhar cosméticos exclusivos e skins de armas após a conclusão.[28][29]
- Offline Practice Mode é como qualquer outra partida multijogador, mas consiste apenas no jogador e nos bots. O número de bots, sua dificuldade e o mapa podem ser ajustados de acordo com a preferência do jogador, embora apenas uma quantidade selecionada de mapas esteja disponível para jogar.[30][31][32]
- Training Mode existe para ajudar os novos jogadores a se familiarizarem com os controles básicos e ensina o básico de quatro das nove classes. Ele usa manequins de madeira e bots para ensinar aos jogadores a mecânica básica das classes e do jogo.[30]

#### Competitivo
Team Fortress 2 é jogado competitivamente, através de várias ligas. A liga norte-americana, ESEA, oferece suporte a uma liga paga de Team Fortress 2, com US$ 42.000 em prêmios para os melhores times em 2017. Embora a jogabilidade competitiva formalizada seja muito diferente do Team Fortress 2 normal, ela oferece um ambiente com um nível muito mais alto de trabalho em equipe do que em servidores públicos. A maioria das equipes usa o bate-papo por voz para se comunicar e usa uma combinação de estratégia, comunicação e habilidade mecânica para vencer outras equipes. As ligas competitivas administradas pela comunidade também tendem a apresentar restrições, como proibições de itens e limites de classe. Essas ligas geralmente são apoiadas pela Valve por meio de medalhas no jogo (que são enviadas por meio do Steam Workshop) e anúncios no blog oficial.
Em abril de 2015, a Valve anunciou que um modo competitivo dedicado seria adicionado ao Team Fortress 2, utilizando matchmaking baseado em habilidade; o teste beta fechado começou no ano seguinte. O modo competitivo foi adicionado na atualização "Meet Your Match", lançada em 7 de julho de 2016. Partidas ranqueadas são disputadas seis contra seis, com jogadores classificados em treze níveis com base em vitórias/derrotas e uma avaliação de suas habilidades. O pareamento classificado equilibrará os jogadores com base em seus níveis e classificação. Uma abordagem de matchmaking semelhante foi adicionada para jogos casuais para partidas de 12 contra 12 jogadores. Para participar do matchmaking competitivo, os jogadores devem ter associado sua conta Steam ao Steam Guard Mobile Authenticator, além de ter uma "conta premium" do Team Fortress 2, que é desbloqueada por ter comprado o jogo antes de se tornar gratuito. jogar ou por ter feito uma compra de item no jogo desde então.

### Formatos
Team Fortress 2 é jogado em uma variedade de formatos diferentes, que determinam o tamanho máximo e a composição de uma equipe e podem mudar drasticamente o impacto da jogabilidade de um único jogador ou da escolha da classe. Os dois formatos mais básicos consistem em 12v12 e 6v6 (Sixes), sendo os dois usados em servidores oficiais da Valve para os modos casual e competitivo, respectivamente, sem limitações adicionais. A maioria das ligas competitivas hospeda Seis, mas inclui limites em certas classes e armas para preservar os estilos de jogo tradicionais baseados em habilidades, por exemplo, limitando a quantidade permitida de Medics ou Demomans a um em cada equipe ou proibindo o uso de certas armas que melhoram o movimento. Outros formatos populares incluem "Highlander", um formato 9v9 com limite de um jogador para cada uma das nove classes, bem como uma variante 7v7 inspirada no Sixes, conhecida como "Prolander", para permitir a troca estratégica de classes durante um jogo competitivo. 

## Classes

Da esquerda para a direita: Pyro, Engineer, Spy, Heavy, Sniper, Scout, Soldier, Demoman, Medic

Team Fortress 2 apresenta nove classes jogáveis, igualmente divididas e categorizadas em "Ataque", "Defesa" e "Suporte". Cada classe tem pontos fortes e fracos e deve trabalhar com outras classes para ser eficiente, incentivando a estratégia e o trabalho em equipe. Cada classe tem pelo menos três armas padrão: uma arma primária, uma arma secundária e uma arma branca. Algumas classes têm slots adicionais para PDAs.

### Ataque
- O Scout (Nathan Vetterlein) é um fã de beisebol e corredor de Boston, Massachusetts, que praticava corrida para "vencer seus irmãos cachorros loucos na briga". uma espingarda, uma pistola e um taco de beisebol de alumínio. O Scout pode pular duas vezes e conta como duas pessoas ao capturar pontos de controle, dobrando assim a velocidade de captura e ao empurrar o carrinho Payload.[43]
- O Soldier (Rick May) é um patriota chauvinista americano do Meio-Oeste que se estiliza como um militar, apesar de nunca ter servido em nenhum ramo das Forças Armadas. O Soldier está armado por padrão com um lançador de foguetes, uma espingarda e uma pá dobrável. Ele é a segunda classe mais lenta no jogo e a classe com a segunda maior saúde, depois do Heavy Weapons Guy. O Soldier pode usar seu lançador de foguetes para saltar com foguetes para outros locais ao custo de um pouco de saúde.[44][45]
- O Pyro (Dennis Bateman) é um piromaníaco de gênero e origem desconhecidos que veste um traje retardador de fogo e uma máscara de gás para abafar a voz. Por padrão, o Pyro está armado com um lança-chamas, uma espingarda e um machado de incêndio. Além de simplesmente chamas, o lança-chamas do Pyro também pode produzir uma rajada de ar comprimido que repele quaisquer inimigos próximos e projéteis, e extingue companheiros de equipe em chamas. O Pyro está iludido e acredita que está vivendo em um mundo de fantasia utópico conhecido como "Pyrolândia".[46][47]

### Defesa
- O Demoman (Gary Schwartz) é um escocês negro, caolho e alcoólatra especialista em demolições de Ullapool, Escócia. Armado por padrão com um lançador de granadas de fusível cronometrado, um lançador "stickybomb" detonado remotamente e uma garrafa de vidro de scrumpy, o Demoman pode usar seus explosivos para fornecer fogo indireto e armar armadilhas. Similar ao rocket jump do Soldier, o Demoman pode usar seu lançador de stickybombs para "sticky jump" ao custo de um pouco de saúde.[48]
- O Heavy Weapons Guy, ou simplesmente o Heavy (Gary Schwartz), é um grande homem russo das montanhas Dzhugdzhur da URSS. Ele é pesado em estatura e sotaque, e é obcecado por poder de fogo. Ele é a classe mais lenta e pode sustentar e causar danos substanciais. Suas armas padrão consistem em uma minigun que ele carinhosamente chama de "Sasha", uma espingarda e seus punhos.[49]
- O Engineer (Grant Goodeve) é um inventor americano, engenheiro, intelectual e "bom e velho menino" de Bee Cave, Texas. O Engineer pode construir estruturas para apoiar sua equipe: uma sentinela para defender pontos-chave, um dispensador de saúde e munição e um par de módulos de teletransporte (uma entrada e uma saída). O Engineer está armado por padrão com uma espingarda, uma pistola, uma chave inglesa que funciona tanto como uma arma branca quanto para consertar e atualizar seus edifícios, e dois PDAs separados; um para erguer seus edifícios e outro para destruí-los remotamente.[50]

### Suporte
- O Medic (Robin Atkin Downes) é um médico megalomaníaco alemão de Stuttgart com pouca consideração pelo Juramento de Hipócrates. Ele está equipado com uma "Medi Gun" que pode restaurar a saúde de companheiros de equipe feridos. Ao curar companheiros de equipe, a Medi Gun constrói progressivamente um medidor de "ÜberCharge", que, quando totalmente carregado, pode ser ativado para fornecer ao Medic e seu paciente invulnerabilidade temporária. O Medic também está equipado com uma pistola de seringa e uma serra óssea para situações em que ele deve lutar sem a proteção de seus companheiros. Ele mantém pombas como animais de estimação, uma das quais se chama Arquimedes.[51][52]
- O Sniper (John Patrick Lowrie) é um assassino nascido na Nova Zelândia e criado no outback australiano, equipado por padrão com um rifle de precisão com mira a laser para atirar nos inimigos de longe. Dependendo de como o jogador mira e atira, ele pode causar danos graves ou uma morte instantânea com um tiro na cabeça. Por padrão, ele também carrega uma submetralhadora e uma kukri para combate corpo a corpo.[53]
- O Spy (Dennis Bateman) é um agente secreto francês cujo equipamento foi projetado para furtividade e infiltração, incluindo um dispositivo de camuflagem disfarçado de relógio de pulso, um sabotador eletrônico usado para desabilitar e destruir edifícios de engenheiros inimigos e um dispositivo escondido em sua cigarreira. isso permite que ele se disfarce como qualquer jogador de qualquer time. Ele está armado com um revólver e uma faca de borboleta, capaz de usar o último para matar inimigos instantaneamente apunhalando-os pelas costas. Ele é o único personagem que não usa nenhuma roupa da cor brilhante de seu time ou um patch que denote sua especialidade, preferindo uma balaclava, terno, gravata e luvas em tons suaves da cor do time.[54]

### Outros
- Saxton Hale (JB Blanc em "Jungle Inferno) [55] é um ousado aventureiro australiano e CEO da fictícia Mann Co., uma grande empresa de navegação especializada na fabricação de munições e chapéus. Hale é notável por seus traços hipermasculinos e pelos pelos no peito em formato de Austrália.[56] Ele é o personagem central do modo "Versus Saxton Hale", ostentando uma grande quantidade de saúde e características sobre-humanas, incluindo imensa força e agilidade. Hale só pode atacar com os punhos, mas é capaz de dar salto duplo como o Scout.[57][58]

### Personagens Não Jogáveis
Outros personagens incluem a Administradora (dublada por Ellen McLain), uma locutora invisível que fornece informações sobre limites de tempo e objetivos aos jogadores, e sua assistente, Srta. Pauling (Ashly Burch). O elenco se expandiu com atualizações de Halloween, incluindo os personagens de "Horseless Headless Horsemann" e Monoculus (Gary Schwartz). Em 2012 e 2013 vieram a adição de Merasmus, Bombinomicon e Redmond, Blutarch, Zepheniah e Gray Mann (os três primeiros, todos interpretados por Nolan North). Linhas de voz não utilizadas anteriores gravadas por North foram usadas posteriormente para Horseless Headless Horsemann visto no mapa de 2019 "Laughter". O personagem Davy Jones (dublado por Calvin Kipperman) fez uma aparição no mapa de 2018 "Cursed Cove".

#### Contexto

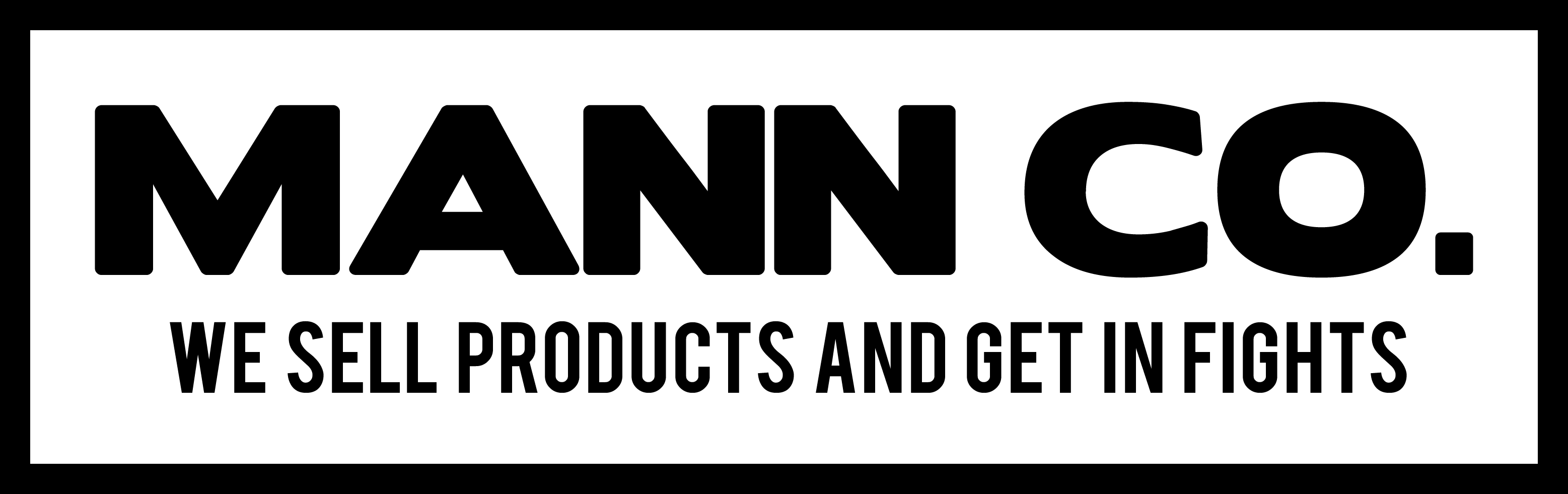
Logo e lema da fictícia Mann Co.

Embora Team Fortress 2 seja projetado como uma experiência multijogador aberta sem um enredo ativo, o jogo e o material adicional, no entanto, apresentam uma narrativa mais ampla centrada na fictícia Mann Co., uma grande empresa de transporte e manufatura liderada pelo CEO Saxton Hale. Os principais modos de jogo PvP são definidos durante as "Gravel Wars", um conflito entre os herdeiros rivais Redmond "Red" e Blutarch "Blu" Mann para o qual os nove personagens jogáveis foram contratados como mercenários. Gray Mann mais tarde surge como o terceiro competidor, matando os outros dois irmãos e forçando Hale a recontratar os mercenários para proteger a Mann Co. do exército de robôs de Gray no modo cooperativo de tiro em horda Mann vs Machine.

## Desenvolvimento

### Origens
Team Fortress originalmente surgiu como um mod livre para Quake. O desenvolvimento de Team Fortress 2 mudou para a engine GoldSrc em 1998 depois do time de desenvolvimento "Team Fortress Software" - formado por Robin Walker e John Cook - ter sido contratado para trabalhar para a Valve. Depois da aquisição do time, a produção subiu um degrau, com o jogo sendo promovido para um pacote standalone (autônomo), para ser vendido no varejo; para atrair fãs, o trabalho começou numa simples porção do jogo que foi lançada em 1999 como o Team Fortress Classic. Notavelmente, Team Fortress Classic foi construído inteiramente usando-se o Software Development Kit do Half-Life como um exemplo para a comunidade e indústria do poder e flexibilidade da ferramenta.
Walker e Cook tinham sido altamente influenciados pelo seu contrato de três meses com a Valve, e agora trabalhavam no design, que estava passando por uma rápida metamorfose. Team Fortress 2 pretendia ser um jogo de guerra moderna, com uma hierarquia de comandos incluindo um comandante com uma "visão de pássaro" do campo de batalha, saltos de paraquedas em território inimigo, comunicação por voz em rede e diversas outras inovações.

O visual do jogo mudou drasticamente durante seu desenvolvimento.

### Início do desenvolvimento
O novo design foi revelado ao público na E3 de 1999, onde ganhou diversos prêmios incluindo Melhor Jogo Online e Melhor Jogo de Ação. Nessa época, Team Fortress 2 tinha ganho um novo subtítulo, Brotherhood of Arms, e o resultado do trabalho de Walker e Cook na Valve estava se tornando mais claro. Muitas tecnologias novas e, para aquela época, sem precedentes estavam em uso: "Animação Paramétrica" misturava perfeitamente  as animações, ganhando suavização; mais movimentos "com-vida"; e a tecnologia da Intel de multi-resolução que dinamicamente reduzia os detalhes de elementos da tela de acordo com a distância, gerando aumento da performance  (uma técnica que se tornou obsoleta ao se diminuir o custo das memórias). Nenhuma data de lançamento foi indicada na exposição.
Em meados de 2000, a Valve anunciou que o desenvolvimento do Team Fortress 2 tinha sido atrasado pela segunda vez. Eles atribuíram o atraso à mudança do motor de jogo usada no desenvolvimento, que passou a ser a Source. Foi durante essa época que as notícias se tornaram escassas e Team Fortress 2 entrou num período de seis anos de desenvolvimento em silêncio. Durante esse período, ambos Walker e Cook trabalharam em vários outros projetos da Valve - Walker foi o líder de projeto em Half-Life 2: Episode One e Cook se tornou um desenvolvedor do Steam - levantando dúvidas que Team Fortress 2 teria sido realmente o projeto que havia sido descrito repetidamente.

### Design final
O próximo grande desenvolvimento mostrado ao público ocorreu próximo ao lançamento de Half-Life 2 em 2004: o Diretor de Marketing da Valve, Doug Lombardi, afirmou que Team Fortress 2 ainda estava em desenvolvimento e que mais informações viriam após o lançamento de Half-Life 2. Isso não aconteceu; nem mesmo qualquer notícia após a afirmação de Lombardi durante uma entrevista sobre Half-Life 2: Episode One. Antes do lançamento do Episode Two, Gabe Newell novamente afirmou que novidades sobre Team Fortress 2 estavam à caminho, e o jogo foi revelado novamente um mês depois, na EA Summer Showcase de Julho de 2006.
Walker revelou em Março de 2007 que a Valve teria silenciosamente construído "provavelmente três ou quatro jogos diferentes" antes de decidir seu design final. Devido ao longo ciclo de desenvolvimento do jogo, ele foi muitas vezes mencionado junto ao Duke Nukem Forever, outro jogo longamente antecipado que havia visto muitos anos de desenvolvimento prolongado e mudanças de engine. O lançamento beta do jogo possuía seis mapas multiplayers, dos quais três continham comentários opcionais dos desenvolvedores sobre o design do jogo, design do mapa e design dos personagens, e forneciam mais informação sobre a história por trás do desenvolvimento.
Team Fortress 2 não tenta uma aproximação gráfica realista usada em outros jogos da Valve desenvolvidos com a Source engine, como o Half-Life 2, Day of Defeat: Source e Counter-Strike: Source. Ao invés disso, ele usa um visual mais estilizado, cartunesco, "altamente influenciado pelas ilustrações de comerciais do início do século 20" e conseguiu com uso extensivo e manipulação de Phong shading. O comentário de desenvolvimento no jogo sugere que parte da razão pelo estilo cartunesco foi a dificuldade de explicar os mapas e os personagens de maneira realista. A remoção de uma ênfase nas definições realísticas permite que essas explicações fiquem em segundo plano. O jogo debutou com as novas tecnologias de iluminação dinâmica, sombreamento e suavização de partículas da engine Source, em conjunto com várias outras características não anunciadas, e junto ao Half-Life 2: Episode Two. Team Fortress 2 também foi o primeiro jogo a implementar a nova funcionalidade da engine Source Facial Animation 3.
O estilo de arte para o jogo foi inspirado por J. C. Leyendecker, assim como Dean Cornwell e Norman Rockwell. Seus estilos distintivos de silhuetas fortes e sombreamento para atrair a atenção para detalhes específicos foram adaptados de maneira a tornar os modelos distintos, com foco em fazer os times dos personagens, as classes e as armas facilmente identificáveis. Silhuetas e animações são usadas para tornar a classe de um personagem aparente mesmo à distância, e o esquema de cores que atrai a atenção para a área do peito acaba por focar qual a arma selecionada. A voz selecionada para cada uma das classes foi baseada na imaginação de como pessoas da década de 1960 iriam esperar que as classes soassem, de acordo com o escritor Chet Faliszek.
O design dos mapas tem um forte tema vilão com fortalezas arquetípicas de espionagem, escondidas dentro de construções secretas como depósitos industriais e fazendas, para dar plausibilidade à sua proximidade; essas bases são geralmente separadas por um espaço neutro. As bases escondem armas super exageras como canhões à laser, bombas nucleares, e instalações de lançamento de mísseis, tomando o papel de objetivos. Os mapas têm pequena desordem visual e estilizada, modelagem quase impressionista, para permitir que inimigos sejam avistados mais facilmente. O design impressionista também aborda efeitos de textura, que são baseados em fotos que são filtradas e melhoradas à mão, dando a elas a qualidade tática e permitindo que Team Fortress 2 tenha um visual distinto. As bases são designadas para fazer os jogadores saberem imediatamente onde eles estão. As bases RED usam cores quentes, materiais naturais e formas angulares, enquanto que as bases BLU usam cores frias, materiais industriais e formas ortogonais.

### Lançamento
Durante a conferência de imprensa de Julho de 2006 da Eletronic Arts, a Valve revelou que Team Fortress 2 iria embarcar como um componente multiplayer da Orange Box. Um trailer da conferência mostrando todas as nove classes demonstrou pela primeira vez o novo estilo visual caprichado do jogo. O diretor geral da Valve, Gabe Newell, disse que o objetivo da companhia era criar "o jogo multiplayer baseado em classes mais bonito e interessante". Uma versão beta do jogo completo foi disponibilizada no Steam em 17 de Setembro de 2007, para clientes que fizeram uma pré-compra da Orange Box, quem tivesse ativado seu cupom Black Box, que foi incluído nas placas de vídeo ATI HD 2900XT, e para membros do Valve Cyber Café Program. O beta continuou até o lançamento final do jogo.
O jogo foi lançado em 10 de Outubro de 2007, tanto como um produto autônomo através do Steam quanto em lojas de varejo como parte da compilação The Orange Box, com preço recomendado para cada plataforma. The Orange Box também contém Half-Life 2, Half-Life 2: Episode One, Half-Life 2: Episode Two, e Portal. Valve ofereceu The Orange Box com 10% de desconto para aqueles que fizeram pré-compra pelo Steam antes do lançamento em 10 de Outubro, assim como a oportunidade de participar no teste da versão beta.

## Pós-lançamento
Desde o lançamento de Team Fortress 2, a Valve vem lançando continuamente updates e patches (sem necessidade de pagamento) através do Steam. Além disso, o jogo também está sendo expandido pelos fãs com as ferramentas usadas pela Valve para criar o jogo. A Valve incluíu em updates oficiais alguns dos mapas mais populares criados pela comunidade. Em Janeiro de 2010, a Valve começou a permitir que os usuários enviassem material adicional, como chapéus, armas e avatares do Steam, através de um site de contribuições. O primeiro update do tipo, contendo os melhores materiais feitos pela comunidade, foi lançado em Março com diversos novos chapéus e armas. Uma atual série de updates tem feito as classes ganharem armas alternativas com diferentes habilidades, enquanto colocando certas desvantagens em cada arma destravável para manter o balanceamento. Os updates do Medic, Pyro, Heavy, Scout, Sniper, Spy, "Classeless", "Hallowe'en", Demoman, Soldier e Engineer foram completados, somando atualizações para as nove classes. Para apressar a obtenção dessas novas armas e chapéus, uma minoria dos jogadores começou a usar programas de terceiros que deixavam o cliente do jogador inativo nos servidores, enquanto que permitindo que o jogador não necessariamente estivesse na tela do jogo. Em resposta, a Valve removeu qualquer item conseguido através desses programas, e premiou todos aqueles que não usaram nenhum desses programas com um chapéu grátis. A Valve ocasionalmente também lançou novos tipos de jogos como parte de seus updates, como o Highlander. A Valve criou um blog para manter os jogadores atualizados com os desenvolvimentos em andamento do Team Fortress 2.
Um update chamado "WAR" foi lançado em 17 de Dezembro de 2009, para o Soldier e o Demoman. Baseado ao redor de uma suposta guerra entre as duas classes combatendo por novas armas, o update incluiu uma grande revisão do sistema de inventário para permitir a criação de armas e chapéus. Durante os 7 dias do update, jogadores foram encorajados a jogar com as classes Soldier e Demoman, já que cada morte do time oposto seria somada como pontos, e a classe com mais pontos no final receberia um quarto item. No dia do lançamento foi revelado que os Soldiers teriam matado mais Demomen, e a gunboat, um item secreto, foi dado à classe Soldier. Elas são botas que reduzem drasticamente o dano causado pelo rocket jump e ocupa o espaço da segunda arma. Esse update também introduziu uma versão beta dos bots para Team Fortress 2, baseados no sistema de inteligência artificial usado na série Left 4 Dead e que inicialmente suportava apenas mapas do modo "Rei da Colina".
Desenvolvimento de novos conteúdos foi confirmado para o Xbox 360, enquanto o desenvolvimento para o PlayStation 3 foi considerado "incerto" pela Valve. Entretanto, a versão para PlayStation 3 recebeu um update que corrigia alguns dos problemas encontrados no jogo, desde problemas gráficos à conectividade; esse update foi incluído em um patch que também reparou problemas encontrados em outros jogos da The Orange Box. Os updates lançados para o PC e planejados para lançamento futuro no Xbox 360 incluem novos mapas oficiais e modos de jogo, assim como melhoras nas classes e armas que podem ser destravadas através do sistema de realizações do jogo. Os desenvolvedores tentaram negociar com a Microsoft para fornecer os updates do Xbox 360 de graça, mas a Microsoft recusou e a Valve anunciou que eles lançariam grupos com diversos updates juntos para justificar o preço.
Em 10 de Junho de 2010, Team Fortress 2 foi relançado para o Mac OS X. Apple earbuds virtuais, que podem ser usados jogando tanto no Mac quanto no Windows depois de obtidos, foram dados aos jogadores que jogaram o jogo num Mac antes de 14 de Junho, porém o período de premiação foi estendido até 16 de Agosto.
O update do Engineer foi introduzido em 8 de Julho de 2010. Ele trouxe diversas novas armas para a classe, incluindo a primeira arma da comunidade para ela. Ele também introduziu novas mecânicas de jogo que permitem que o Engineer mova suas estruturas após elas terem sido construídas, ao custo de movimento lento enquanto as carrega, e algum tempo para remontagem depois de movida. Três novos mapas da Valve e um da comunidade também foram incluídos.
Um update que foi lançado em 30 de Setembro de 2010, chamado Mann-conomy Update, apresentava a inclusão de uma loja dentro do jogo onde, com fundos adicionados à Steam Wallet, um jogador poderia comprar items para seus personagens variando de armas à name tags que permitem renomear items. Esse update também incluíu a muito esperada e requisitada Trading Feature e diversos items feitos pela comunidade.
Em 27 de Outubro de 2010, a Valve lançou um segundo update com tema baseado no Halloween, chamado de "Scream Fortress", que incluiu dois novos mapas do concurso TF2Maps.com Arts Pass: "Mann Manor" e "Mountain Lab". "Mann Manor" foi parcialmente convertido para ser um mapa de eventos, incluindo o primeiro chefe do Team Fortress 2, o The Horseless Headless Horsemann, jogadores podiam se organizar em times durante o evento e matar o Horsemann, ganhando um chapéu Pumpkin exclusivo de eventos, entre outras coisas. O update também inseriu uma nova arma inspirada no machado do Horsemann, 4 novos chapéus, e um novo conjunto de máscaras de Halloween.
Em 6 de novembro de 2012, a Valve anunciou o lançamento de Team Fortress 2 para Linux como parte de um lançamento beta restrito do Steam na plataforma. Este lançamento inicial do Steam e Team Fortress 2 foi direcionado ao Ubuntu com suporte para outras distribuições planejadas para o futuro. Mais tarde, em 20 de dezembro de 2012, a Valve abriu o acesso ao beta, incluindo Team Fortress 2, para todos os usuários do Steam sem a necessidade de esperar por um convite. Em 14 de fevereiro de 2013, a Valve anunciou o lançamento completo do Team Fortress 2 para Linux. A partir de então até 1º de março, qualquer pessoa que jogasse no Linux receberia um pinguim Tux grátis, que pode ser equipado no jogo.
Team Fortress 2 foi anunciado em março de 2013 para ser o primeiro jogo a oferecer suporte oficial ao Oculus Rift, um fone de ouvido de realidade virtual para consumidores. Um patch será feito para o cliente para incluir um "Modo VR" que pode ser usado com o headset em qualquer servidor público.
Em abril de 2020, o código-fonte das versões de 2018 Team Fortress 2 e Counter-Strike: Global Offensive vazou online. Isso criou temores de que usuários mal-intencionados usariam o código para fazer software de execução remota de código e atacar servidores ou computadores de jogadores. Vários projetos de fãs interromperam o desenvolvimento até que o impacto do vazamento pudesse ser determinado. A Valve confirmou a legitimidade dos vazamentos de código, mas afirmou que não acredita que isso afete servidores e clientes que executam as versões oficiais mais recentes de qualquer um dos jogos
Em 1º de maio de 2020, logo após a morte do dublador do Soldier, Rick May, a Valve lançou uma atualização para Team Fortress 2, adicionando uma homenagem à sua dublagem como o Soldier na forma de um novo tema do menu principal (um interpretação de Taps), bem como estátuas da saudação do Soldier, adicionadas à maioria dos mapas oficiais do jogo. Todas essas estátuas apresentavam uma placa comemorativa dedicada a maio e duravam até o final do mês. Uma dessas estátuas, aparecendo no mapa "cp_granary", cenário do vídeo curto "Meet the Soldier", tornou-se permanente em uma atualização de 21 de agosto.

### Free-to-play
Em 23 de junho de 2011, a Valve anunciou que Team Fortress 2 se tornaria gratuito para jogar. Equipamentos exclusivos, incluindo armas e trajes, estariam disponíveis como microtransações na loja do jogo, vinculados ao Steam. Walker afirmou que a Valve continuaria a fornecer novos recursos e itens gratuitamente. Walker afirmou que a Valve aprendeu que quanto mais jogadores o Team Fortress 2 tinha, mais valor tinha para cada jogador.
A mudança ocorreu uma semana depois que a Valve introduziu vários jogos free-to-play de terceiros no Steam e afirmou que estava trabalhando em um novo jogo free-to-play. Nove meses depois de se tornar gratuito para jogar, a Valve relatou que a receita de Team Fortress 2 aumentou doze vezes.

### Contas controladas por bots e protestos online
Desde o início de 2020, Team Fortress 2 suportou grandes quantidades de contas de bots entrando nos servidores de matchmaking casuais da Valve. Embora as contas de bot tenham sido um problema no Team Fortress 2 por algum tempo antes disso, várias fontes começaram a relatar um aumento na atividade dessas contas de bot. As atividades desses bots incluíram travamento forçado de servidores, spam de copypastas nos chats de texto das partidas, assumindo nomes de usuário de outros jogadores e o uso de aimbots. Além disso, alguns bots foram programados aproveitando um vazamento de código-fonte do TF2 que a Valve havia confirmado em abril de 2020. Um bot comum que explorou esse vazamento usou a classe Sniper, permitindo-lhes explorar a mecânica de "tiro na cabeça" para matar instantaneamente jogadores inimigos de todo o lado. o mapa independentemente da direção para a qual apontavam.
Em 16 de junho de 2020, a Valve respondeu a isso restringindo as contas que não pagaram pelos itens da Mann Co. Store do uso de bate-papo por voz e texto no jogo. Em 24 de junho, todos os jogadores foram impedidos de alterar seu nome de usuário do Steam enquanto conectados a qualquer servidor de matchmaking da Valve ou qualquer servidor com atualizações de nome de exibição desativadas. Seu nome de usuário atualizado seria exibido na plataforma Steam, mas não apareceria no jogo até que eles se reconectassem ao servidor ou entrassem em um novo servidor. A mudança foi implementada para evitar que os bots mudassem seu nome de exibição para representar jogadores legítimos, o que permitiu que os bots evitassem ser expulsos devido à confusão causada por seu nome duplicado.
Aproximadamente um ano depois, em 22 de junho de 2021, mudanças adicionais foram implementadas para desencorajar a atividade de bots. Outro YouTuber, Toofty, postou um vídeo que forneceu informações de vários daqueles que estavam por trás do problema do bot; as razões dadas variaram de luto contra os desenvolvedores da Valve a simplesmente achar a interrupção divertida de assistir. Essas são questões normalmente tratadas pelo desenvolvedor de um jogo, mas a falta de resposta da Valve permitiu que suas atividades não fossem verificadas por dois anos.
Esses problemas permaneceram em andamento em maio de 2022, levando o YouTuber SquimJim a enviar um vídeo para seu canal no YouTube, incentivando seus espectadores a expressar suas queixas à Valve e aos meios de comunicação por meio de cartas. Depois de receber mais de cem dicas de notícias, a jornalista do IGN Rebekah Valentine escreveu sobre sua experiência ao tentar jogar o jogo. Ela comentou que o jogo era "literalmente impossível de jogar" nos servidores oficiais da Valve, forçando muitos jogadores a ingressar em servidores comunitários não oficiais. Ela também disse que alguns bots iriam "...enviar mensagens de spam com comentários homofóbicos ou racistas, links externos ou simplesmente mensagens rudes ou desagradáveis". Em resposta a essas questões, Robin Atkin Downes, dublador do Medic, também procurou seus contatos na Valve para obter uma resposta e encorajou os fãs a continuar fazendo suas vozes serem ouvidas de uma "maneira pacífica e apaixonada".
Em 26 de maio de 2022, membros da comunidade TF2 realizaram um "protesto pacífico" no Twitter usando a hashtag #savetf2 com o objetivo de obter uma resposta da Valve sobre os problemas. Com a hashtag tendendo no Twitter, a Valve respondeu, dizendo "Comunidade TF2, ouvimos você! Amamos este jogo e sabemos que você também. Vemos o quão grande esse problema se tornou e estamos trabalhando para melhorar as coisas." 
Em junho e julho de 2022, a Valve lançou uma série de patches para ajudar os jogadores a lidar com o problema do bot, como melhorar o sistema de votação do jogo para que ambas as equipes possam votar para expulsar jogadores acusados de comportamento abusivo ao mesmo tempo. A Valve desativou os servidores por cinco minutos em agosto de 2022, durante os quais vários banimentos foram emitidos por meio do Valve AntiCheat para jogadores que sabiam estar executando esses bots, efetivamente encerrando o problema. Os esforços da Valve ajudaram a aumentar o número de jogadores nos meses seguintes.
Os bots começaram lentamente a ressurgir depois disso e, em janeiro de 2024, a hashtag '#savetf2' ressurgiu nas redes sociais à medida que o problema se aproximava da gravidade de alguns anos antes, bem como para destacar a falta de soluções prometidas para outras partes do jogo.  Outro protesto online foi realizado em 3 de junho de 2024, desta vez com a hashtag "#FixTF2" e uma petição online destinada a ser enviada diretamente à Valve que acumulou mais de 300.000 assinaturas.   No dia seguinte, o jogo recebeu ondas de críticas negativas pedindo ações contra os bots.    Downes também voltou a apoiar o novo protesto.  

## Marketing

O Scout se apresenta em sua participação na série "Meet the Team".

Para promover o jogo, a Valve vem continuamente lançando uma série de propagandas em vídeo chamadas de "Meet the Team (Playlist Meet The Team)" desde Maio de 2007. Construídas usando a engine do jogo e modelos de personagens levemente mais detalhados, a série consiste em pequenos vídeos sobre os personagens aparecendo individualmente, mostrando suas personalidades e táticas. Os vídeos são geralmente intercalados com clipes dos personagens em combate no jogo. A maneira como eles são apresentados varia drasticamente: o primeiro vídeo, "Meet the Heavy", retratou uma entrevista com o Russo obcecado por suas armas, enquanto o "Meet the Soldier" mostrou o Soldier dando uma palestra mal informada sobre Sun Tzu para uma coleção de cabeças inimigas, como se fossem novos recrutas. Os vídeos são geralmente lançados através dos serviços da Valve, porém em uma notável exceção, o vídeo "Meet the Spy" vazou no YouTube durante a semana do update do Sniper/Spy. Os vídeos "Meet the Team" são baseados em scripts de ensaio usados pelos atores que dublaram cada classe; os scripts do "Meet the Heavy" são quase que literalmente uma cópia de cada palavra no script do Heavy. Vídeos mais recentes, como o "Meet the Sniper", contém mais material original. Os vídeos têm sido usados pela Valve para ajudar a melhorar a tecnologia do jogo, especificamente melhorando as animações faciais, assim como uma nova fonte de elementos de gameplay, como o Sandvich do Heavy, ou o Jarate do Sniper. Newell afirmou que a Valve está usando os "Meet the Team" como uma maneira de explorar as possibilidades de fazerem um filme completo. Newell acredita que essa seria  única maneira pela qual um filme baseado em Half-Life poderia ser feito.
Em updates mais recentes, a Valve apresentou imagens e histórias em quadrinhos que expandiam a história fictícia do Team Fortress 2. Em Agosto de 2009, a Valve trouxe o escritor de quadrinhos Michael Avon Oeming para ensinar a Valve "sobre o que significa ter um personagem e realizar desenvolvimento de personagem num formato de quadrinhos, como você conta a história". "Loose Canon", um quadrinho associado com o update do Engineer, estabeleceu a história do RED vs BLU como um resultado de um testamento de Zepheniah Mann em 1890, forçando seus dois filhos Blutarch e Redmond a competir pelo controle das terras de Zepheniah; os dois inventaram maneiras de manter sua mortalidade até o presente, esperando durar mais que o outro enquanto empregavam forças separadas para tentar tomar controle das terras. Esse e outros quadrinhos também estabeleceram o passado de outros personagens, como o de Saxton Hale, o CEO da Mann Co., a companhia que fornece armas para os dois lados e que foi deixada para um dos ancestrais de Hale por Zepheniah, e o Administrator, o locutor do jogo, que observa e encoraja os conflitos entre RED e BLU.
A Valve tem fornecido outras promoções para atrair jogadores ao jogo. Ela tem realizado fins de semana com jogo grátis para o Team Fortress 2. Através de um antigo update, a Valve permitiu que jogadores mudassem ou adicionassem chapéus para qualquer uma das classes, dando novas habilidades de personalização do visual dos personagens sem impactar o gameplay; chapéus podem ser conseguidos como um item aleatório e raro, através do novo sistema de criação de items, através de um período promocional do jogo, ou mais recentemente como bônus pela compra ou download de outros conteúdos do Steam, tanto da Valve (como Left 4 Dead 2 e Alien Swarm) quanto outras empresas (como Sam & Max: The Devil's Playhouse, Worms Reloaded ou Poker Night at the Inventory, o último apresentando a classe Heavy como um dos personagens). De acordo com Robin Walker, a Valve introduziu esses chapéus adicionais como uma maneira indireta dos jogadores mostrarem seu status dentro do jogo, ou sua afiliação com outras séries de jogos, simplesmente pela aparência visual.

## Itens e Economia
Em Team Fortress 2, os jogadores podem trocar com outros por itens como armas e cosméticos. Essa funcionalidade foi adicionada na Atualização Mann-Conomy de 2010, além de poder comprar itens por meio de uma loja do jogo com dinheiro real. Operando em grande parte através de mercados cinza informais antes da introdução do Mercado da Comundade Steam, os itens comerciais tornaram os jogadores suscetíveis a fraudes.
Team Fortress 2 apresenta um sistema de avaliação de itens embutido conhecido como qualidade de item, atribuído a uma determinada instância de um item por meio de uma variedade de meios diferentes e variando de itens "Normais" usados como armas padrão de cada classe, a itens "Únicos". " itens usados como itens básicos obtidos a partir dos sistemas de queda ou conquista de itens, até qualidades muito mais raras, como "Estranho", "Incomum" ou "Decorado", que apresentam efeitos cosméticos especiais que podem aumentar imensamente o valor de mercado de um determinado item; Itens estranhos acompanham mortes ou outros objetivos alcançados enquanto equipados no jogo, enquanto itens incomuns apresentam efeitos de partículas específicos do item, com itens estranhos e incomuns sendo obtidos por meio de itens de artesanato raros ou obtidos aleatoriamente no lugar dos itens únicos muito mais comuns. Em vez disso, itens decorados são resgatados de itens raros conhecidos como "pinturas de guerra", concedendo ao jogador uma arma retexturizada com uma pele cosmética pseudo-aleatória. Outras qualidades incluem "Vintage", concedido a itens mais antigos para compensar as mudanças na obtenção, e "Colecionador", criado por meio da combinação de 200 instâncias únicas de um único item.
Cosméticos e pinturas de guerra são normalmente lançados por meio de "caixas" sazonais que concedem um item aleatório de uma coleção associada exclusiva para uma determinada estação de um ano específico. Esses itens recebem adicionalmente uma "grau" de "Civil" a "Mercenário" para rastrear sua relativa raridade em uma coleção.
Sites de terceiros, como o backpack.tf de origem coletiva, foram criados para ajudar os usuários na negociação, bem como rastrear o valor dos itens do jogo. Chaves, metal de fabricação e itens do jogo, como um cosmético "fones de ouvido" (também chamados de "Buds"), são todos usados como moeda devido ao seu valor.
A economia de Team Fortress 2 tem recebido atenção significativa de economistas, jornalistas e usuários, devido à sua relativa sofisticação e ao valor de muitos de seus itens do jogo. Muitas vezes tem sido objeto de estudo. Opera em um sistema de oferta e demanda, troca e valor de escassez, semelhante a muitas economias do mundo real, como a dos Estados Unidos. Em 2011, foi relatado que a economia de Team Fortress 2 valia mais de US$ 50 milhões.

#### Bug da Caixa de 2019
Em 25 de julho de 2019, um bug foi incluído por engano em uma atualização - se os jogadores desempacotarem certas séries mais antigas de caixas, eles teriam a garantia de receber um item cosmético de grau incomum, em comparação com a chance usual de 1% de obter um grau incomum item cosmético de uma caixa. Isso prejudicou a economia do jogo, fazendo com que os itens cosméticos de nível incomum que podem ser retirados dessas caixas caíssem substancialmente em valor. O incidente foi apelidado de "The Crate Depression" (um trocadilho com "Crate" e "The Great Depression") pelos fãs. Em 26 de julho de 2019, esse bug foi corrigido. Os usuários que receberam qualquer item cosmético de grau incomum do bug foram impedidos de negociá-los, com a Valve anunciando posteriormente em uma declaração oficial em 2 de agosto de 2019 que o primeiro item de grau incomum que qualquer jogador recebeu do bug é negociável, com qualquer subsequente Itens de grau incomum sendo permanentemente não negociáveis e apenas utilizáveis pelo jogador que os recebeu.

## Recepção
Após o lançamento, Team Fortress 2 recebeu ampla aclamação crítica, com uma nota média de 92% de ambos Metacritic e GameRankings. Muitos críticos elogiaram os gráficos cartunescos e a jogabilidade leve, e o uso de personalidades e aparências distintas para as classes impressionou grande número dos críticos, com a PC Gamer UK afirmando que "até agora jogos multijogador simplesmente não tiveram isso." Similarmente, os modos de jogo foram bem recebidos; a GamePro descreveu as configurações como focadas "simplesmente na diversão", enquanto diversos outros críticos elogiaram a Valve pelo mapa "Hydro" e sua tentativa de criar um modo de jogo que variava em cada mapa. Mais elogios foram dados ao desenho artístico dos mapas do jogo, balanceamento das classes e a promoção do trabalho em equipe. Team Fortress 2 recebeu muitos prêmios individuais por sua opção multiplayer e também por seu estilo gráfico, assim como recebeu um grande número de prêmios de "Jogo do Ano" como parte da Orange Box.
Apesar de Team Fortress 2 ter sido bem recebido, algumas resenhas não viram com bons olhos o fato do jogo ter removido as granadas específicas de cada classe, característica essa que tinha sido preservada desde as antigas versões do Team Fortress. A IGN, por exemplo, expressou certo desapontamento sobre essa mudança, enquanto que a PC Gamer UK afirmou: "as granadas foram completamente retiradas: graças a Deus". O mesmo tipo de crítica veio sobre uma variedade de problemas, como a falta de material extra, como, por exemplo, os bots (porém a Valve já adicionou bots em updates recentes), problemas de jogadores se perdendo no mapa devido à falta de um mini-mapa, e leves críticas sobre a classe Medic ser muito passiva e repetitiva em sua natureza. A classe Medic foi então reformulada pela Valve, ganhando novas habilidades e armas destraváveis pelos jogadores.